# Herman De Dijn
Herman René De Dijn (Galmaarden, 6 februari 1943) is een Belgisch filosoof.

## Biografie
De Dijn volgde klassieke humaniora aan het Sint-Catharinacollege in Geraardsbergen en studeerde verder aan de Katholieke Universiteit Leuven. Hij doctoreerde op Spinoza, promoveerde in 1971 en werd postdoctoraal onderzoeker aan de Engelse universiteit van Cambridge. 
In 1973 werd hij docent aan het Engelstalige deel van het Hoger Instituut voor Wijsbegeerte in Leuven. In 1977 werd hij aangesteld als hoogleraar en werd in 1979 gewoon hoogleraar (professor ordinarius) in de geschiedenis van de filosofie. In zijn onderwijs en onderzoek hadden twee filosofen een centrale rol: Baruch Spinoza en David Hume. Hij was fellow en visting professor aan onder andere de universiteiten van Osaka, Stellenbosch, Edinburgh, Cambridge en Harvard. 
Van 1995 tot 2000 was hij vicerector van de Katholieke Universiteit Leuven onder rector André Oosterlinck. Hij vertegenwoordigde in het universiteitsbestuur de groep humane wetenschappen. In 1997 werd hij corresponderend lid van de Koninklijke Vlaamse Academie van België voor Wetenschappen en Kunsten en sinds 2001 gewoon lid. Herman De Dijn werkte mee aan het weekblad Tertio en is lid van de Redactieraad van het Internationale Katholieke Tijdschrift Communio en van de Raad van Advies van het conservatieve Custodes Instituut.
In 2008 ging hij op emeritaat, maar behield een aanstelling als bijzonder gasthoogleraar. In 2012 werd hij geridderd tot Grootofficier in de Leopoldsorde met ranginneming op 15 november 2010.

## Werk
Hij legde speciale interesse aan de dag voor het fenomeen van de moderniteit en centrale facetten van de postmodernisme, onder meer in de betekenis en de rol van religie in de hedendaagse, seculiere samenleving en haar vraagstukken van multiculturalisme.

### Conservatief filosoof
Vanuit het perspectief van de politieke filosofie is De Dijn een conservatieve filosoof te noemen, met die aantekening dat hij niet vertrekt vanuit een conservatieve catechismus met "de juiste antwoorden op de grote problemen", zoals hij zelf schreef. Hij toont juist een afkeer van grootse idealen en projecten en stelt dat er geen vooruitgang zonder tradities is. "Het conservatisme" aldus De Dijn "is geen nostalgie naar het verleden; het is integendeel een aanvaarding van het bestaande in zijn imperfectie. Dit impliceert niet dat de conservatief, waar echt nodig en mogelijk, geen verbetering wil aanbrengen: er is geen tegenstelling tussen conservatisme en reformisme".

### Criticus van het liberalisme en het utopisme
In het debat over het multiculturalisme sluit De Dijn aan bij Charles Taylor, die vindt dat de liberale politiek van de gelijkwaardigheid voor de wet van alle burgers, ongeacht hun verschillen, moet worden vervangen door een politiek van de (gelijke) erkenning van de verschillen, ook wel aangeduid als de politiek van de erkenning of politiek van het verschil. De Dijn bestrijdt de zogenaamde politieke correctheid, voor zover die geen rekening houdt met de concrete, historisch-cultureel bepaalde realiteit, waarin individuen onvermijdelijk, min of meer, positief of negatief ingesteld zijn tegenover kenmerken en gebruiken van andere groepen. Hij pleit voor de politieke arena als enige plaats om conflicten betreffende erkenning van groepswaarden uit te vechten zonder geweld. Hem staat daarbij een samenleving voor ogen die daarbij de tijd neemt om zichzelf zodanig in te richten dat niet alleen het eigene, maar ook het vreemde, min of meer, vreedzaam kunnen overleven. Hij schreef een kritiek op het utopisme in de huidige gezondheidszorg.

### Erkenning van religie als menselijk fenomeen
De Dijn analyseert in zijn boek Religie in de 21ste eeuw (2006) religie als een typisch menselijk fenomeen in haar relatie tot andere betekenisfenomenen zoals wetenschap, ethiek, politiek en kunst. Hij beschouwt religie als onderdeel van de manier waarop de cultuur via haar symbolische categorieën het menselijk leven en samenleven vormgeeft. Religie heeft voor hem een eigen levensvorm van grote complexiteit en subtiliteit die in iedere cultuur verankerd ligt. Verwerping van de religie komt De Dijn daarom voor als een verwerping van de mens en van het menselijke als zodanig. Centraal in de religie, ook deze van het Rooms-katholicisme, staat niet het geloof als doctrine, maar het ritueel, de eredienst.